# Vogelreservat Beba Veche
Das Vogelreservat Beba Veche (rumänisch: Rezervația ornitologică Beba Veche) ist ein Naturschutzgebiet der IUCN-Kategorie-IV (Vogelschutzgebiet) auf dem Areal der Gemeinde Beba Veche, im Kreis Timiș, Banat, Rumänien.

## Beschreibung

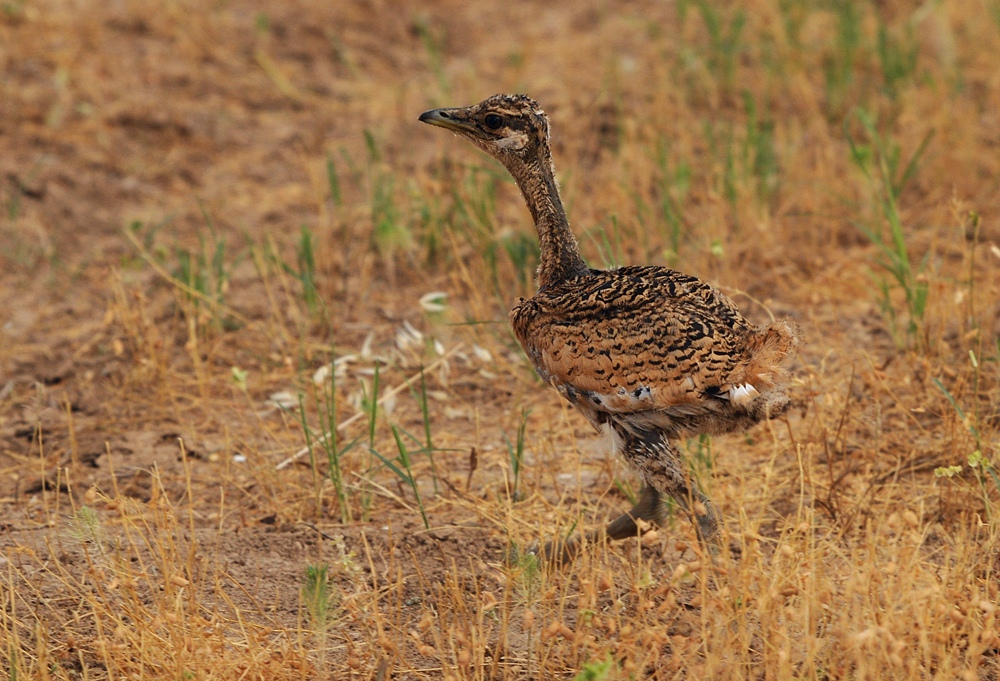
Großtrappe

Das Vogelreservat Beba Veche wurde durch das Gesetz Nummer 5 vom 6. März 2000 zum Naturschutzgebiet von nationaler Bedeutung erklärt. Es befindet sich im äußersten Nordosten des Kreises Timiș und erstreckt sich über eine Fläche von 2.187 Hektar auf dem Areal des Dorfes Pordeanu, nahe den Grenzen zu Ungarn und zu Serbien.  
Das Reservat beherbergt einige Steppenvögel. Vor allem die Großtrappe (Otis tarda), die auf der roten Liste gefährdeter Arten der IUCN steht, ist hier anzutreffen.